# Oscarinus indutilis
Oscarinus indutilis är en skalbaggsart som beskrevs av Edgar von Harold 1874. Oscarinus indutilis ingår i släktet Oscarinus och familjen Aphodiidae. Inga underarter finns listade i Catalogue of Life.